# Ege Arar
Ege Arar, né le 2 septembre 1996, à Adana, en Turquie, est un joueur turc de basket-ball. Il évolue au poste d'ailier.

## Palmarès
- EuroCoupe 2016
- 3e du championnat du monde -19 ans 2015
- 3e du championnat d'Europe -20 ans 2015, 2016